# Erik Hummel
Erik Hummel (* 23. September 1987 in New York City, New York) ist ein ehemaliger US-amerikanisch-italienischer Fußballspieler auf der Position eines Mittelfeldspielers. In der Saison 2007/08 spielte er kurzzeitig im österreichischen Profifußball.

## Vereinskarriere

### Karrierebeginn in Kalifornien
Erik Hummel wurde am 23. September 1987 als Sohn von Albert und Coca Hummel in New York City im US-Bundesstaat New York geboren, wuchs jedoch vorwiegend im Bundesstaat Kalifornien auf. Sein offizielles Profil auf der offiziellen Webpräsenz der Wake Forest Demon Deacons nennt Rancho Santa Fe als seine Heimatstadt. Unter Todd Saldana, der vor allem in den 1980er Jahren im Profifußball aktiv gewesen und 1989 ins Traineramt gewechselt war, kam er Anfang der 2000er Jahre beim Nachwuchsausbildungsverein South Bay FC zum Einsatz. Zweimal nahm er am adidas/ESP-Programm teil und war Mitglied des Region IV Olympic Development Program. Während seiner High-School-Laufbahn, die er an der Sage Hill School in Newport Coast, einem Stadtteil von Newport Beach, im kalifornischen Orange County verbrachte, trat er auch für deren Fußballmannschaft in Erscheinung. Der Offensivspieler, der sowohl als Stürmer als auch als offensiver Mittelfeldspieler zu Einsätzen fand, wurde in jedem seiner High-School-Jahre auf der honor roll, der Liste der besten Studenten des High School, geführt. Des Weiteren war er drei Jahre lang Mitglied des Johns Hopkins Gifted & Talented Program, das seit 1979 alljährlich Schüler im Alter von sechs bis 17 Jahren über das Johns Hopkins Center for Talented Youth unterstützt. Als Fußballspieler kam er des Öfteren auch am linken Flügel zum Einsatz. Ab 2004 gehörte er dem Franchise Orange County Blue Star mit Spielbetrieb in der viertklassigen USL Premier Development League an; ein Jahr zuvor hatte hier noch Jürgen Klinsmann als Jay Goppingen gespielt. Im nur wenige Kilometer von Newport Beach entfernten Irvine trat Hummel für rund drei Jahre für Orange County Blue Star in Erscheinung.

### Probetrainings in den Niederlanden und Italien
Durch Nick Theslof, seinen Trainer bei Orange County Blue Star, der in den 1990er selbst im Nachwuchs der PSV Eindhoven gespielt hatte und dort 2004 kurzzeitig als Jugendtrainer in Erscheinung getreten war, bekam Hummel die Möglichkeit eines Probetrainings beim niederländischen Erstligisten NAC Breda. Ein Wechsel des US-Amerikaners, der auch im Besitz der italienischen Staatsangehörigkeit ist, kam jedoch nicht zustande. Stattdessen wurde er vom niederländischstämmigen Fußballtrainer Thomas Rongen, der zu dieser Zeit das Major-League-Soccer-Franchise CD Chivas USA und davor, wie auch danach, die U-20-Nationalmannschaft der Vereinigten Staaten trainierte, beim Absolvieren eines Freundschaftsspiels entdeckt und an die Akademie der Chivas gelotst. Unter Dennis te Kloese, einem weiteren Niederländer, der zu dieser Zeit als Geschäftsführer Sport der Chivas in Erscheinung trat und nebenbei auch an der Akademie als Trainer fungierte, absolvierte Hummel Trainings und kam im Mai 2006 auch in einem hochkarätigen Nachwuchsturnier in Costa Rica für die U-19-Mannschaft der Akademie zum Einsatz. Bei dem Copa Saprissa genannten Turnier schaffte es die Mannschaft auf den dritten Platz.
Bob Bradley, der 2006 kurzzeitig als Trainer der Chivas tätig war und noch im gleichen Jahr die U-23- und die A-Nationalmannschaft der Vereinigten Staaten übernommen hatte, und der Geschäftsführer te Kloese boten dem damals 18-Jährigen im Sommer 2006 einen sogenannten development contract, einen Entwicklungsvertrag, für das MLS-Franchise an. Hummel lehnte jedoch ab und schrieb sich noch im selben Jahr für das Herbstsemester an der Wake Forest University ein. Da er bald darauf meinte, dass das College nichts für ihn sei, verließ er dieses nach nur wenigen Monaten wieder, ohne überhaupt in einem Meisterschaftsspiel zum Einsatz gekommen zu sein. Ein Spiel in der Saisonvorbereitung dürfte der einzige Einsatz Hummels unter dem dortigen Trainer Jay Vidovich gewesen sein. Daraufhin kehrte er wieder nach Europa zurück, wo er versuchte über ein paar Probetrainings in Italien einen passenden Verein zu finden. Diesen fand er daraufhin auch mit dem damaligen Viertligisten Pomezia Calcio, der ihn für ein Jahr unter Vertrag nahm.

### Von Italien über Österreich und England wieder in die USA
Nachdem er eine halbe Spielzeit beim Klub, der im Jahr 2012 aufgrund finanzieller Probleme seinen Spielbetrieb einstellen und sich auflösen musste und erst 2014 wieder neugegründet wurde, aktiv gewesen war, wurden ihm durch den damals in Südkalifornien lebenden Niederösterreicher Markus Schruf, der auch ein Freund der Familie Hummels war, Probetrainings beim FC Red Bull Salzburg, dem LASK und dem FK Austria Wien ermöglicht. Seit 2009 lebt Schruf in Brasilien und betreibt dort Fußballschulen. Nachdem er bei den Probetrainingseinheiten noch nicht wirklich überzeugen konnte, wurde er von Austria Wien für Juni 2007, als auch sein Vertrag in Italien auslief, ein weiteres Mal zu einem Probetraining eingeladen. Schruf half Hummel, der Familie aus Italien hat, durch ebendiese an einen italienischen Pass zu kommen, um es für einen weiteren Werdegang in Europa leichter zu haben. Nachdem er bei einem Freundschaftsspiel gegen die österreichische U-20-Auswahl die Verantwortlichen überzeugen konnte, wurde ihm von der Austria ein Vertrag über eine Spielzeit mit der Option auf eine weitere Saison vorgelegt.
Nachdem er den Vertrag für die zweite Profimannschaft des FK Austria Wien unterschrieben hatte, saß er im ersten Spiel der Saison 2007/08, einem 3:1-Auswärtssieg über den ASK Schwadorf, noch uneingesetzt auf der Ersatzbank, kam aber im darauffolgenden Spiel bereits zu seinem Profidebüt. Beim 2:2-Heimremis gegen die SV Kapfenberg wurde er in 76. Spielminute von Trainer Thomas Janeschitz für Alexander Grünwald eingewechselt. Danach saß Hummel weiterhin auf der Ersatzbank und kam von dieser regelmäßig zu Einsätzen, ehe er in der neunten Runde, einem 0:0-Remis gegen den FC Gratkorn, erstmals von Beginn an und über die vollen 90 Spielminuten im Einsatz war. Bis zu diesem Zeitpunkt hatte der FK Austria Wien II noch kein einziges Ligaspiel in dieser Saison verloren. Im nachfolgenden Spiel gehörte er nicht zum Kader, absolvierte dann jedoch wieder eine Partie (gegen den SV Bad Aussee) von Beginn an, ehe er eine Zeitlang erneut keine Berücksichtigung fand. Während einer Länderspielpause absolvierte Hummel Anfang September 2007 auch sein einziges Spiel für die erste Mannschaft der Wiener; bei einem 15:1-Sieg in einem Testspiel gegen die Senioren Pottenstein/Hernstein war er von Spielbeginn an auf dem Rasen und erzielte in Minute 37 den Treffer zur 9:0-Führung seines Teams.
In den Monaten danach fand der gebürtige New Yorker kaum mehr Berücksichtigung; in zwei Partien im November uneingesetzt auf der Ersatzbank, kam er Ende Oktober und Anfang Dezember in zwei Meisterschaftsspielen über eine Halbzeit zum Einsatz, ehe er bis Mai 2008 warten musste, um überhaupt dem erweiterten Kader anzugehören. Am 16. Mai 2008, dem letzten Spiel der Saison, kam er bei einem 2:0-Auswärtssieg über den SC Schwanenstadt noch zu einem wenige Minuten dauernden Kurzeinsatz und beendete die Spielzeit mit der Mannschaft im Endklassement auf dem fünften Tabellenplatz. Da der ÖFB-Cup in dieser Saison aufgrund der Heim-EM als reiner Amateur-Cup ausgetragen wurde, kam die Mannschaft als zweite Profimannschaft der Austria ebenfalls nicht in diesem Wettbewerb zum Einsatz. Nachdem die Option für ein weiteres Jahr nicht von den Vereinsverantwortlichen gezogen worden war, setzte Hummel seine Karriere ab dem Sommer 2008 beim englischen Siebtligisten Halesowen Town fort. Der Klub hatte es in der vorangegangene Spielzeit beinahe in die nächsthöhere Spielklasse geschafft, war jedoch knapp in den Play-offs der Southern Football League Premier Division gescheitert. Beim neuen Klub trat Hummel neben weiteren US-Amerikanern wie Dino Melitas oder Jay Denny in Erscheinung.
Nachdem er seinen Vertrag in England am 6. September 2008 unterschrieben hatte, absolvierte er am 10. September 2008 bei einem Spiel des Reserveteams über die Reserve der Bromsgrove Rovers in der Central Conference League seinen ersten Pflichtspieleinsatz für den Klub. Für die erste Mannschaft des Vereins saß er nur selten auf der Ersatzbank und dürfte aller Wahrscheinlichkeit auch nie in der Southern Football League eingesetzt worden sein. Dafür absolvierte er drei der vier im Spielplan von Halesowen Town der Saison 2008/09 gelisteten Reservespiele, wobei er auch ein Tor erzielte. Zu Einsätzen für die Hauptmannschaft brachte er es lediglich im Southern League Cup, der in dieser Saison aus Sponsoringgründen GX Cup hieß, und im Birmingham Senior Cup. Nachdem er im Februar 2009 noch im Kader des Siebtligisten gelistet war, schien er im März 2009 nicht mehr im Spieleraufgebot des Klubs aus den West Midlands auf. Im Anschluss kehrte er wieder in sein Heimatland zurück, wo er in der Saisonvorbereitung auf das Spieljahr 2009 um die Gunst des CD Chivas USA warb, jedoch das Trainingscamp ohne Vertragsunterbreitung wieder verlassen musste.

### Karriere nach Beendigung des aktiven Fußballsports
Im Jahr 2010 setzte er sein Studium an der University of Pennsylvania fort und graduierte dort im Jahr 2013 cum laude mit einem Bachelor of Arts. Parallel zu seinem Studium trainierte er dort die Frauenfußballmannschaft der Penn Quakers, der Universitätssportabteilung an der Penn. Nachdem er bereits während seines Studiums ein Praktikum bei der zu Barclays gehörenden Barclays Investment Bank absolviert hatte, wechselte er nach beendetem Studium auf Vollzeitbasis als Equity Trader zur Barclays Investment Bank. Dort war er jedoch nur bis 2014 tätig und wechselte in weiterer Folge in die Zentrale der Major League Soccer mit Sitz in Hummels Geburtsstadt, New York City. Im HQ der MLS, das im 420 Fifth Avenue Condominium, dem einzigen Office-Condominium an der Fifth Avenue, beheimat ist, war er anfangs als strategischer Planer engagiert und wechselte um das Jahr 2016 auf die Position eines Senior Analyst. Um das Jahr 2018 stieg er innerhalb des Unternehmens zum Manager auf und fungierte ab 2020 bereits als Senior Manager innerhalb der Major League Soccer. Parallel zu seiner beruflichen Laufbahn ist er seit 2016 Vorstandsmitglied in den Alumni-Programmen PennyNYC und Young Penn Alumni-yPenn. Seit 2018 ist er zudem im Vorstand des Penn Club of New York.